# 1172

## Родени
- Юли – Балдуин I
- неизвестна дата
  - Ранулф де Блондевил – 6-и граф на Честър
  - Изабел де Клер – 4–та графиня на Пембрук
  - Луис I, граф на Блоа
  - Фудживара Морое, последният от японския клан Фудживара
- предполагаеми
  - Изабела I Йерусалимска, Кралица на Йерусалим 1190/1192 – 1205

## Починали
Март – Il-Арслан, шах на Хорезъм
- 4 март – Ищван III, крал на Унгария и Хърватия
- 20 юни – Уилям III, граф на Понтиню
- 23 декември – кардинал Юго Вентимиглия
- неизвестна дата
  - Дулсе II, Графиня на Прованс
  - Ашария Хамачандра, индийски математик, философ и историк